# Бесхозяйная вещь
Бесхозяйная вещь — в юридической терминологии вещь, которая либо не имеет собственника, либо собственник которой неизвестен, либо собственник которой отказался от права собственности на эту вещь.
Бесхозную вещь следует отличать от выморочного имущества, которое не может быть унаследовано ни по закону, ни по завещанию.

## История
Понятие ничейной вещи (лат. Res nullius) восходит к римскому праву, которое разрешило установления права собственности над такой вещью через «оккупацию» (захват с целью владения): «ничейная вещь следует за первым захватившим» (лат. Res nullius cedit primo occupanti). Исторически к ничейным вещам относили диких зверей, рыб, птиц, вновь открытые или никогда прежде не обрабатываемые земли; на сегодня таких, принадлежащих первому взявшему их, вещей практически не осталось — к ничейным можно отнести лишь принципиально неконтролируемые (воздух) или не имеющие потребительской ценности вещи. В современных правовых системах предусматривается процедура возврата бесхозной вещи в гражданский оборот.

## В России
Раньше в России действовала презумпция государственной собственности на бесхозные вещи, то есть они считались принадлежащими государству, если не доказано иное. Также, в настоящее время, в российском законодательстве отсутствует презумпция права собственности фактического владельца (посессорная защита), что означает, что фактическим владельцем является любое лицо, у которого фактически находится имущество, независимо от его права на это имущество. Однако, российское законодательство предусматривает петиторную защиту, а также виндикационный, негаторный и прогибиторный способы защиты.Так, Гражданский кодекс РФ устанавливает процедуру и сроки для приобретения права собственности на бесхозяйную вещь. Этот порядок зависит от её ценности, так малоценная вещь считается принадлежащей лицу с момента завладения. Владелец земельного участка, на котором была обнаружена бесхозная вещь, имеет на неё преимущественное право.
Понятие бесхозяйной вещи определяется статьёй 225 Гражданского кодекса РФ. Закон также отдельно выделяет:
- вещи, от которых собственник отказался (статья 226);
- находки (статьи 227 и 228);
- безнадзорных животных (статьи 230 и 231);
- клады (статья 233).

Статья 225 разделяет движимые и недвижимые бесхозяйные вещи:
- Право собственности на бесхозяйные движимые вещи может быть получено в силу приобретательной давности, либо в силу прямого указания в законе[1].
- Бесхозяйные недвижимые вещи принимаются на учет органом, осуществляющим государственную регистрацию права на недвижимое имущество, и по истечении года могут быть признаны муниципальной собственностью через суд. В отсутствие такого решения суда, вещь может быть вновь принята во владение оставившим её собственником либо приобретена в собственность в силу приобретательной давности[1].

## В международном праве
Terra nullius ― «ничейная земля», ― понятие в международном праве, произошедшее от res nullius. Обращаясь к этому праву, государство может установить контроль над невостребованной территорией, заняв её. Принцип terra nullius использовался для оправдания колонизации большей части мира, ярким примером которого была борьба европейских держав за влияние в Африке. Эта концепция применялась даже на таких новых для европейцев территориях, где проживали коренные народы, как это было в Австралии.

## Дикие животные
В странах общего права законодательство об охоте указывает, какие животные являются бесхозными и при каких условиях они могут стать чьей-либо собственностью. Дикие животные рассматриваются как res nullius и не могут находиться в частной собственности, пока они не будут переданы во владение в результате убийства или захвата: таким образом, у пойманной птицы может быть владелец, у птицы в кустах ― нет.